# Средно сержантско военно музикално училище
Средно сержантско военно музикално училище „Маестро Георги Атанасов“ е музикално военноучебно заведение, съществувало в България в периода 1971 – 2001 г. и създаващо музикално-изпълнителски кадри за духовите оркестри на Българската народна армия.

## История
Средното сержантско военно музикално училище „Маестро Георги Атанасов“ е създадено с указ № 117 от 31 юли 1971 г. на Народна република България, министерска заповед № 0190 на Министъра на народната отбрана и Разпореждане № 14 на Началника на Генералния щаб. Създадено е с цел подготовка на „висококвалифицирани и идейно закалени музикално-изпълнителски кадри“ за нуждите на духовите оркестри на Българската народна армия. Съосновател на училището е българският музикален педагог, общественик и диригент Добрин Иванов. Първоначално се помещава в сграда на „4-ти километър“.
Приемът в училището се осъществява след 8 клас, а срокът на обучение е 4 годишен. Обучението се осъществява по програмата на другите средни музикални училища, като освен това се изучават военнооркестрови дисциплини и се провежда общовойскова подготовка, като срокът на обучение се признава за редовна военна служба. През 2001 година училището е удостоено с приза „Златна лира“ на Съюза на музикалните дейци за педагогически постижения Училището е закрито през 2001 година.
Сред преподавателите в училището са Борис Карадимчев (хармония), Добрин Иванов и др. видни музикални дейци.